# Glochidion

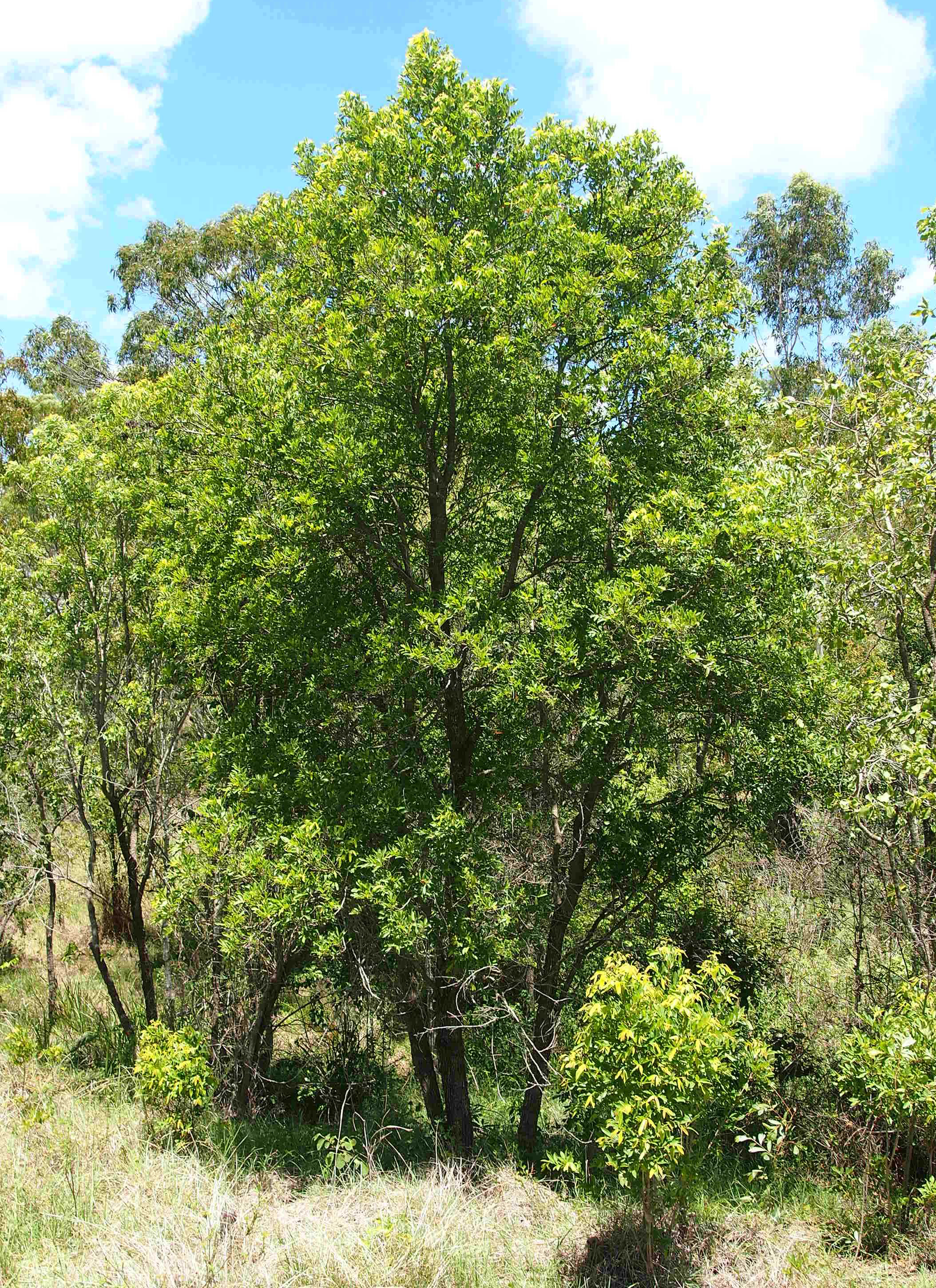
Glochidion lobocarpum

Glochidion (Glochidion) je rod rostlin z čeledi smuteňovité (Phyllanthaceae). Jsou to převážně jednodomé stromy a keře s jednoduchými střídavými listy a nenápadnými bezkorunnými květy ve stažených úžlabních květenstvích. Květy mají specializovaný způsob opylování prostřednictvím drobných můr. Plodem je tobolka. Rod zahrnuje více než 300 druhů a je rozšířen v tropické Asii, Austrálii a Tichomoří s přesahy do subtropů. Rostou zejména v sekundárních lesích. Hospodářský význam není velký, některé druhy jsou těženy pro dřevo nebo využívány v lokální medicíně.

## Popis
Glochidiony jsou jednodomé nebo výjimečně dvoudomé stromy a keře. Listy jsou jednoduché, střídavé, krátce řapíkaté, dvouřadě nebo spirálně rozložené, s celokrajnou a na bázi často nesymetrickou čepelí a zpeřenou žilnatinou. Palisty jsou vytrvalé.
Květy jsou jednopohlavné, bezkorunné, bez žláznatého disku, uspořádané ve stažených úžlabních květenstvích (vrcholík, svazeček, okolík nebo klubko). Okvětí se tvořeno 5 nebo 6 (řidčeji až 9) kališními lístky. Samčí květy obsahují 3 až 8 tyčinek s nitkami srostlými do sloupku. Tyčinky jsou kratší než kalich. Semeník v samičích květech obsahuje 3 až 15 komůrek, v každé komůrce jsou 2 vajíčka. Čnělky jsou vytrvalé, srostlé v krátký sloupek s laločnatým či zubatým zakončením, výjimečně volné.
Plodem je kulovitá až smáčkle kulovitá, více či méně podélně žebernatá tobolka s vytrvalým středovým sloupkem, za zralosti pukající na 3 až 15 segmentů obsahujících zpravidla po 2 semenech.

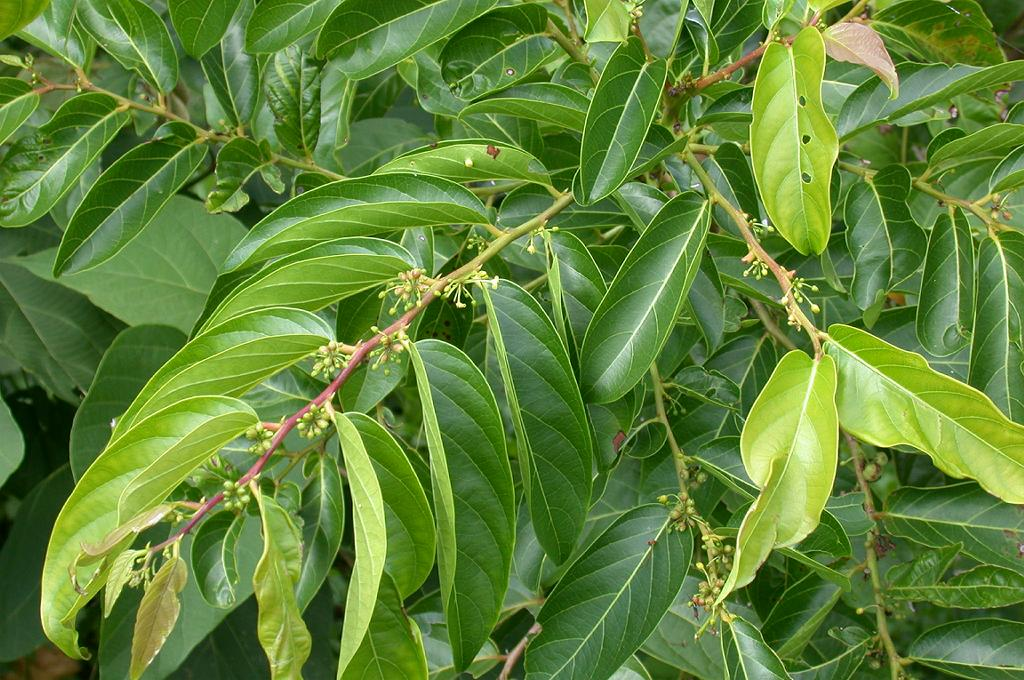
Nakvétající větve Glochidion zeylanicum
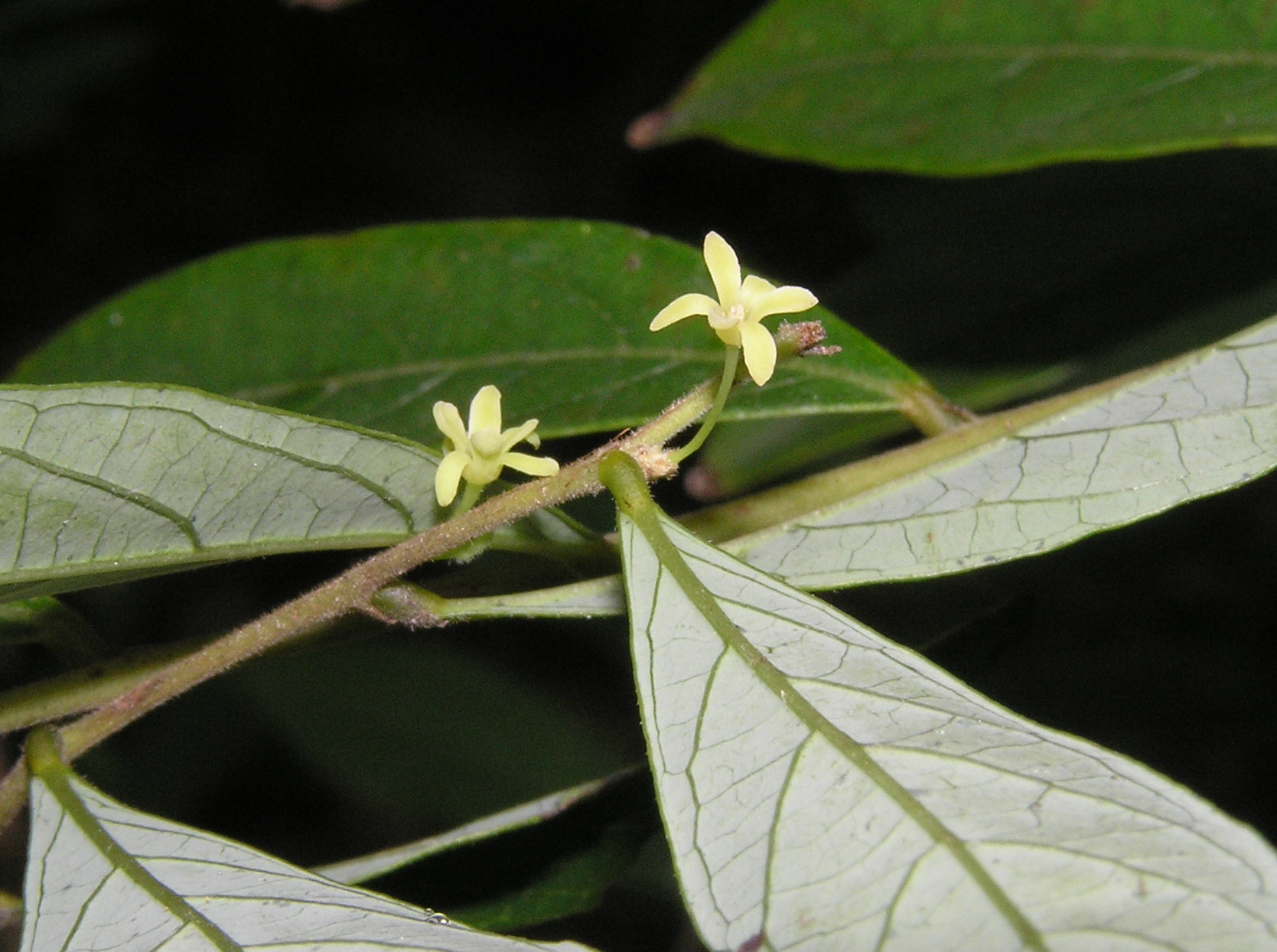
Květy Glochidion puberum
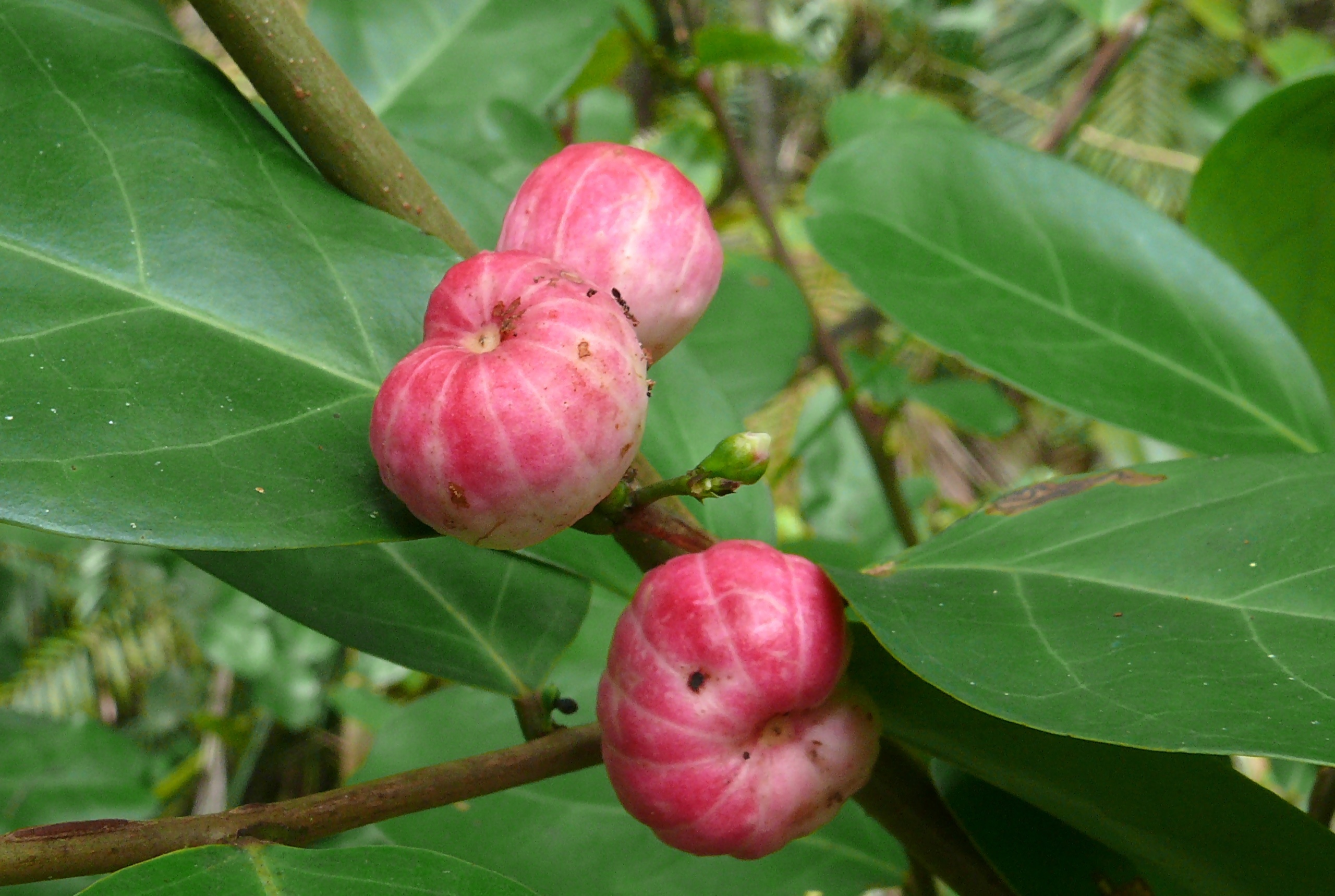
Glochidion littorale s plody

## Rozšíření
Rod Glochidion je druhým největším rodem čeledi smuteňovité po rodu smuteň (Phyllanthus). Zahrnuje asi 307 druhů a je rozšířen v tropické Asii, Tichomoří a Austrálii, s přesahem do některých subtropických oblastí. Areál v Asii sahá od Indického subkontinentu přes Čínu po Japonsko a Koreu a přes Indočínu a jihovýchodní Asii po západní Tichomoří. V Austrálii je rozšíření omezeno na severní a východní oblasti kontinentu. Asijský druh Glochidion puberum roste zdomácněle ve Virginii.
Glochidiony rostou zejména jako charakteristická a běžná složka sekundární vegetace.

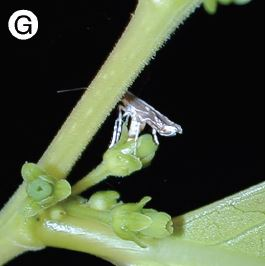
Epicephala corruptrix opylující samičí květy glochidionu

## Ekologické interakce
Drobné a nenápadné květy glochidionů nenabízejí žádný nektar a hmyz je téměř nenavštěvuje, tvorba semen však svědčí o zdařilém opylování (vzhledem k tomu, že na rostlině jsou zvlášť samčí a samičí květy, nemůže docházet k samoopylení). Mechanismus opylování byl po dlouhou dobu otázkou a byl objasněn v roce 2002 u druhu Glochidion acuminatum. Japonský vědec Makoto Kato zjistil, že přenos pylu zajišťují samičky drobných můr rodu Epicephala z čeledi vzpřímenkovití (Gracillariidae). Tyto samičky kladou vajíčka do semeníků v samičích květech glochidionu a larvy se po vylíhnutí živí vyvíjejícími se semeny. Protože ale neopylený květ by záhy po odkvětu opadl a potomstvo by tak přišlo vniveč, navštíví můra nejprve samčí květ, kde se jí na ochlupený sosák nalepí pyl, který následně předá na blizny samičího květu a naklade vajíčko. Larva během svého vývoje spotřebuje jen část dozrávajících semen v plodu a část proto zůstane zachována pro rozmnožování rostliny. Vývoj larev těchto můr v plodech byl zjištěn i u jiných druhů glochidionu a je druhově specifický – každý druh můry rodu Epicephala je vázaný na jiný lokální druh rodu glochidion.
Tobolky glochidionu za zralosti pukají a odhalují jasně červeně zbarvená semena, která lákají ptactvo.
Na listech se živí housenky některých druhů z čeledi modráskovití (Acytolepis puspa, Horaga albimacula, H. onyx, Spindasis lohita), babočkovití (Athyma cama, A. kasa, A. nefte, A. perius, A. selenophora, Cupha erymanthis), martináčovití (Attacus atlas, Coscinocera hercules, Samia cynthia, S. walkeri, Saturnia thibeta) a řady drobnějších druhů můr.

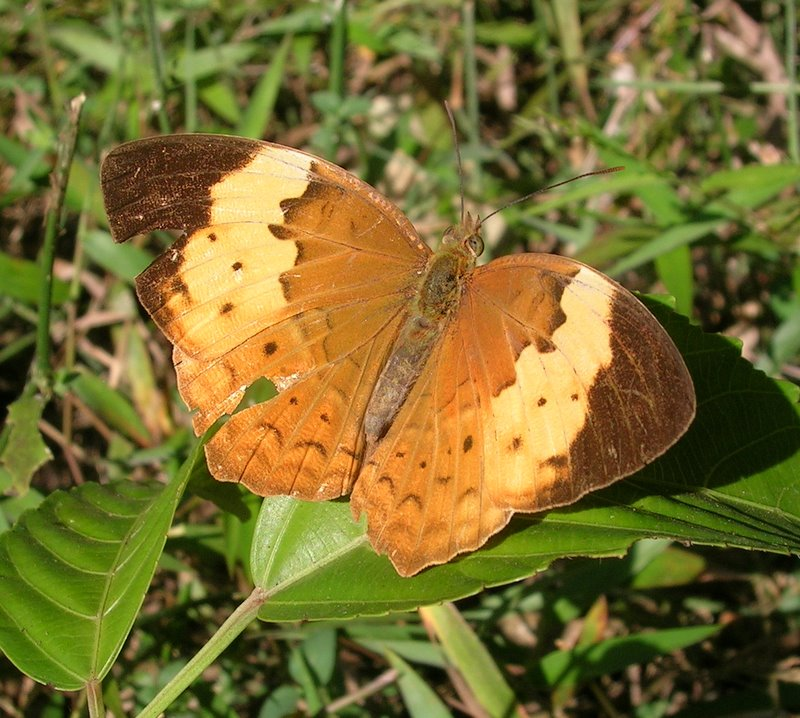
Babočkovitý motýl Cupha erymanthis
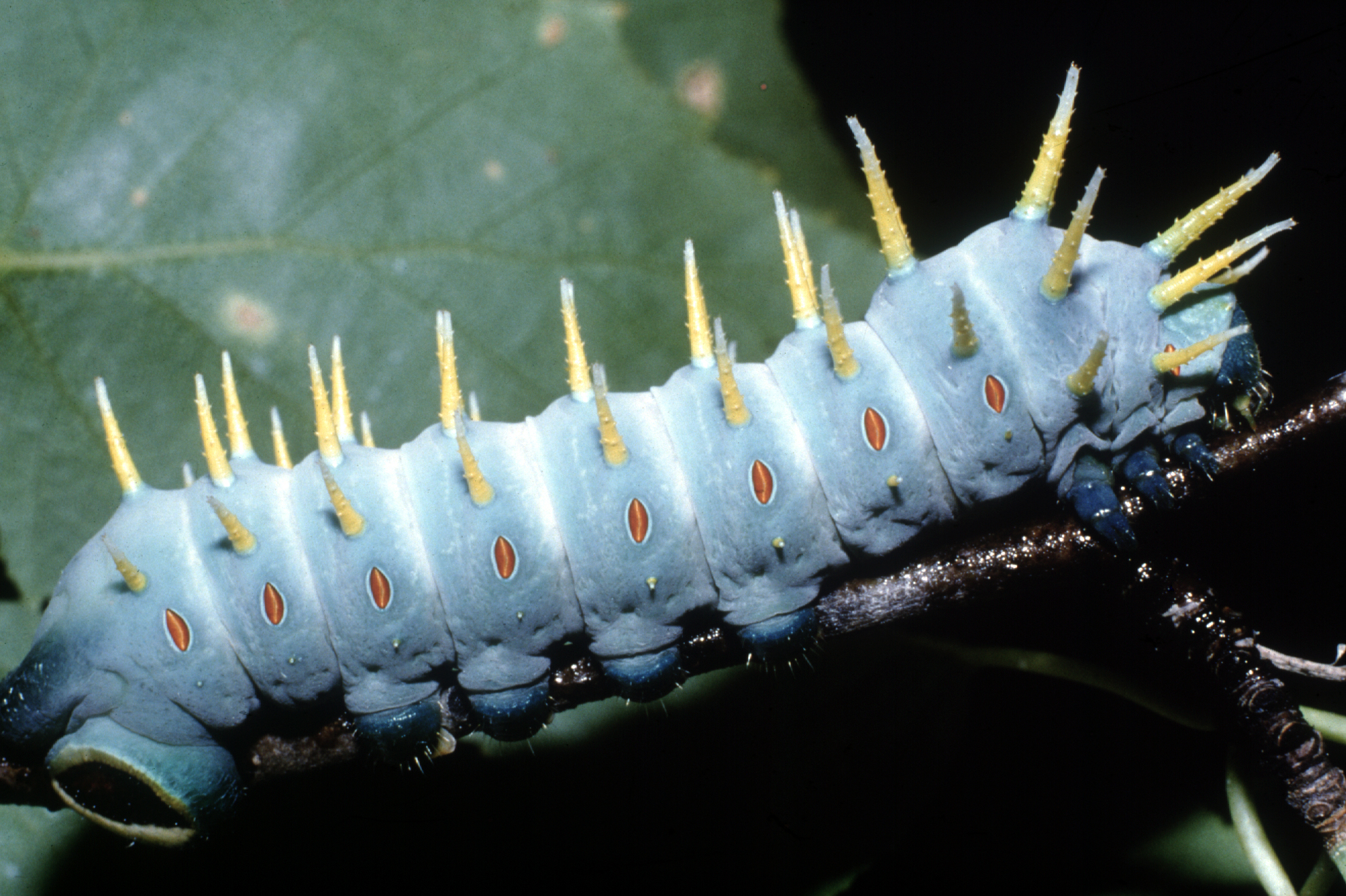
Housenka martináče Coscinocera hercules
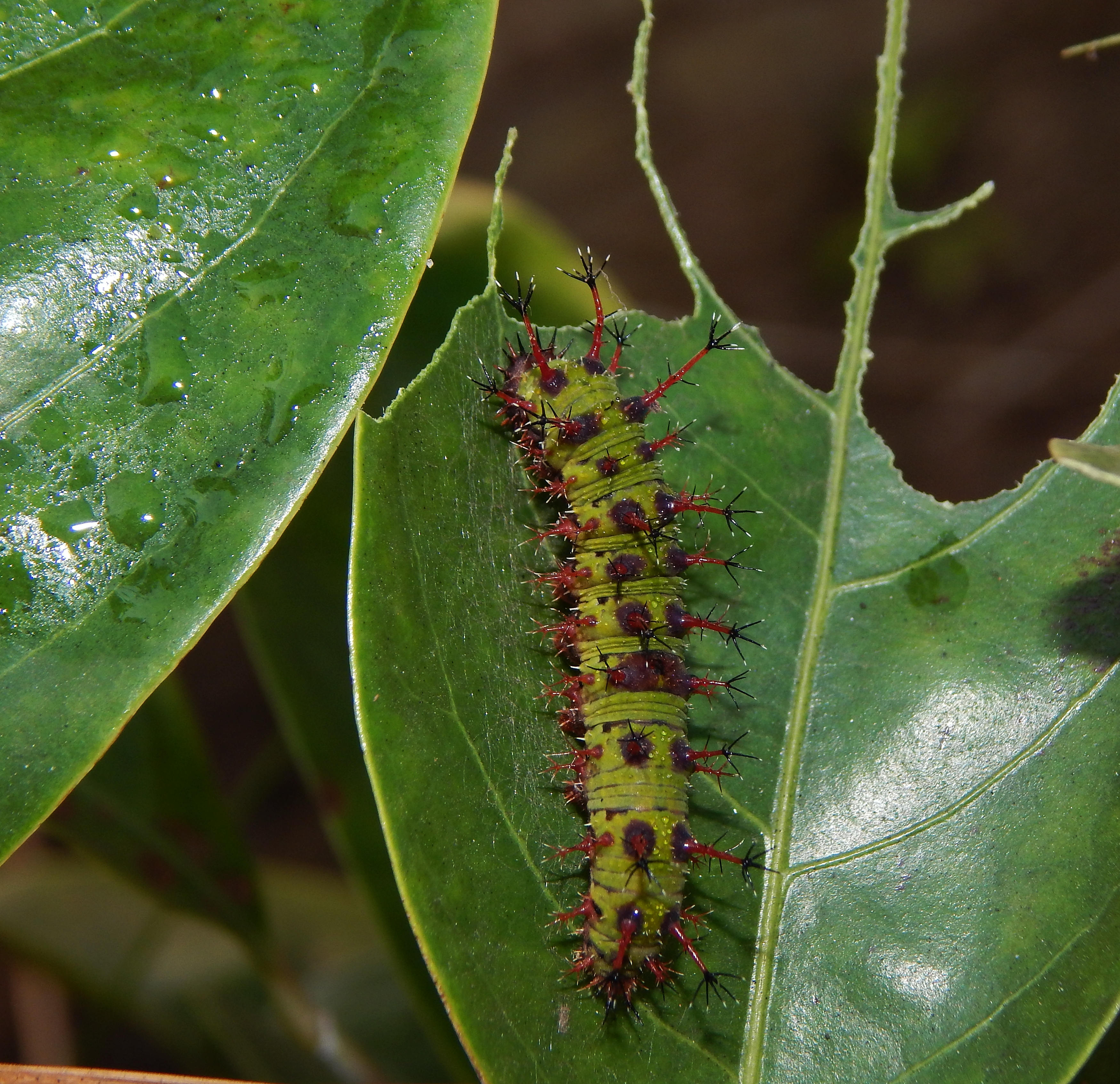
Housenka babočky Athyma perius na listech Glochidion ellipticum
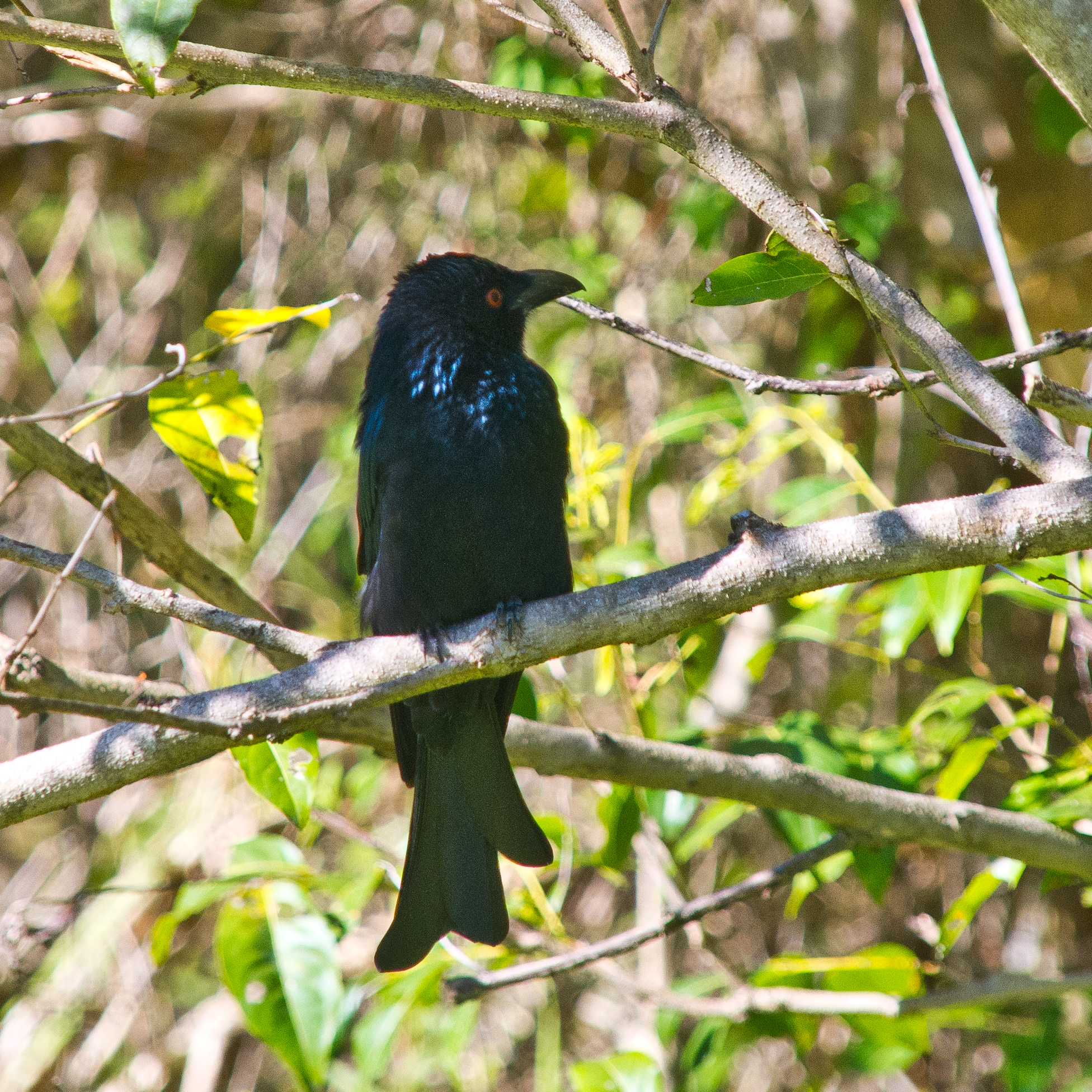
Drongo vločkoprsý (Dicrurus bracteatus) na Glochidion ferdinandi

## Taxonomie
Rod Glochidion je v rámci čeledi Phyllanthaceae řazen do podčeledi Phyllanthoideae a tribu Phyllantheae.
Všechny madagaskarské druhy (celkem 7) byly v roce 2003 přeřazeny do blízce příbuzného rodu Phyllanthus.

## Význam
Hospodářský význam glochidionů není velký. Robustnější druhy jsou těženy pro dřevo.
Některé druhy jsou v asijské medicíně používány k léčení různých neduhů, zejména úplavice, kožních chorob, kašle a otrav jídlem. Extrakt z kůry Glochidion heyneanum se v Číně a Indii používá jako repelent proti vším.